# Drummondita wilsonii
Drummondita wilsonii är en vinruteväxtart som beskrevs av F.H. Mollemans. Drummondita wilsonii ingår i släktet Drummondita och familjen vinruteväxter. Inga underarter finns listade i Catalogue of Life.